# MCロジェール
MCロジェール（MC Roger、ロジェリオ・ディニス（Rogério Dinisの仮名））、はモザンビークの歌手。テレビ番組Músicas d'África（「アフリカの音楽」の意）の司会。
Ziqoとコラボして録音された彼のシングル"Patrão é Patrão"は、モザンビークでとてもよく知られ、mCel（Moçambique Celular S.A.R.L）広告キャンペーンに使用されている。